# Browning Pass
Browning Pass, o Passo di Browning, è un passaggio ghiacciato, lungo circa 19 km, compreso tra la massa principale di Campo Deep Freeze e ai piedi Nord di Terra Vittoria.
Il passo facilita il movimento tra le estremità inferiori di Priestley Glacier e Campbell Glacier.
È stato per la prima volta mappato come parte di Campbell Glacier sul lato settentrionale dalla British Antarctic Expedition (1910-1913). È stato successivamente rimappato dal lato meridionale dalla Nuova Zelanda Geological Survey Antarctic Expedition, tra il 1962 e il 1963.
Prende il nome da Frank V. Browning, un membro della Spedizione Terra Nova, a cui è anche dedicato il vicino Monte Browning.